# Торунька
Торунька — річка в Україні, у Міжгірському районі Закарпатської області. Ліва притока Ріки (басейн Дунаю).

## Опис
Довжина річки приблизно 7,4 км.

## Розташування
Бере початок на південному заході від Торунського перевалу. Тече переважно на південний захід через Торунь і впадає у річку Ріку, праву притоку Тиси.
Біля витоку річку перетинає автомобільна дорога Р21, яка прямує поруч з Торунькою та Рікою на південний захід до села Сойми.